# دونالد ليس ريد
دونالد ليس ريد (بالإنجليزية: Donald Lees Reid)‏ هو مؤلف بريطاني، ولد في 1951 في Dalmellington ‏ في المملكة المتحدة.